# Joseph-Louis Lambot

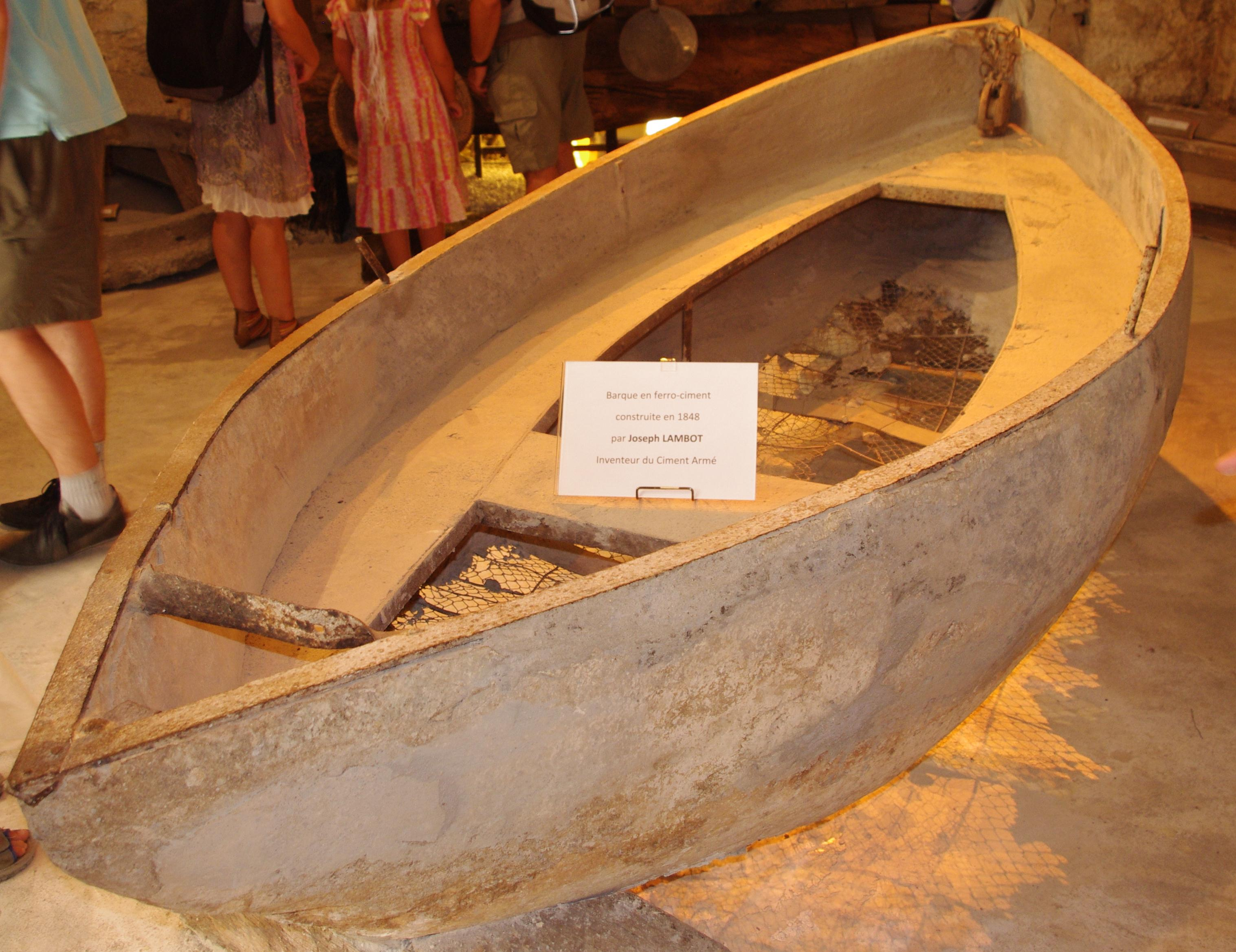
Das Betonboot von 1849/50 im Musée du pays Brignolais

Joseph-Louis Lambot (* 22. Mai 1814 in Montfort-sur-Argens; † 2. August 1887 in Brignoles) war ein französischer Erfinder. Er gilt als einer der Erfinder des Eisenbetons, aus dem sich der Stahlbeton entwickelte.

## Familie
Lambot studierte in Paris. 1841 kehrte er auf den Familiensitz Miraval bei Correns in Südfrankreich zurück und betrieb dort Landwirtschaft.

## Beton

### Die Erfindung
Dort begann er auch mit Versuchen, Fässer, Blumenvasen und andere kleine Ausstattungsstücke aus Beton mit eingearbeiteten Verstärkungen aus Maschendraht herzustellen. 1849 oder 1850 baute er in gleicher Weise ein Betonboot. Er ließ es am 15. Januar 1855 für Frankreich, kurz darauf auch für Belgien patentieren und stellte es auf der Weltausstellung 1855 in Paris aus. Die Erfindung fand jedoch wenig Beachtung und der Erfinder war bald vergessen.

### Wirkungsgeschichte
In Italien wurden entsprechende Betonboote von Carlo Gabelini ab 1896 mit einigem Erfolg nachgebaut. In Frankfurt am Main entwarf der Ingenieur B. Nast 1909 einen immerhin 42 Meter langen und 6,3 Meter breiten Transportkahn mit einem Fassungsvermögen von 200 Tonnen, der von der Verbundbaugesellschaft m.b.H. gebaut wurde. Drei Querwände teilten den Laderaum in vier Abteilungen und „das Vorderschiff ist als Wohnstube eingerichtet, die darüber gebaute, etwa 5 m lange Kabine, ist ebenfalls aus Eisenbeton hergestellt“. Es diente dem Transport von Kies und Beton auf Rhein und Main. In den USA sollen damals Betonschiffe mit 5.000 Tonnen Tragfähigkeit entstanden sein. Auch in anderen Ländern gab es eine Reihe von Versuchen mit Schiffen aus Eisenbeton. Die aus Stahlmangel im Ersten Weltkrieg in Frankreich vereinzelt gebauten Betonschiffe bedienten sich der von François Hennebique entwickelten Technik und griffen nicht auf Lambots Erfindung zurück.
Von den – mindestens zwei – Original-Booten, die Joseph-Louis Lambot gebaut hat, schwamm mindestens eines noch 1902 auf dem See des Parkes von Miraval. In den 1950er-Jahren wurden dort zwei solche Boote geborgen. Eines ist im Museum von Brignoles ausgestellt, ein zweites befand sich in der Sammlung des Musée des arts et métiers und ist heute verschwunden.